# Erioptera sordida
Erioptera sordida är en tvåvingeart som beskrevs av Zetterstedt 1838. Erioptera sordida ingår i släktet Erioptera och familjen småharkrankar. Arten är reproducerande i Sverige. Inga underarter finns listade i Catalogue of Life.